# Rioarribasuchus
Rioarribasuchus é um gênero de Aetosauria. Fósseis foram encontrados na Formação Chinle no Arizona e Novo México, nos Estados Unidos que remontam ao estágio superior do Carniano do Triássico Superior.

## História
"Desmatosuchus" chamaensis foi nomeado em 2003 e encontrado no Parque Nacional da Floresta Petrificada da Formação Chinle no Novo México, Estados Unidos. Sugeriu-se que estivesse mais intimamente relacionado ao Paratypothorax, e por isso Parker deu-lhe o nome de Heliocanthus. No entanto, este novo nome genérico foi proposto pela primeira vez em uma tese não publicada e, portanto, não atendeu aos regulamentos do ICZN para a nomeação de um novo táxon.
Artigos publicados posteriormente reafirmaram a separação genética de "D". chamaensis de Desmatosuchus, mas o nome Heliocanthus permaneceu um nomen nudum até 2007, onde foi completamente rediscrito em um artigo publicado pelo Journal of Systematic Palaeontology. No entanto, um artigo publicado anteriormente no final de 2006 atribuiu "D". chamaensis ao novo gênero Rioarribasuchus. Como resultado, Heliocanthus é um sinônimo objetivo júnior de Rioarribasuchus porque o gênero tem antiguidade sobre Heliocanthus. No entanto, o nome Rioarribasuchus foi visto como uma violação do código de ética estabelecido no Apêndice A do Código Internacional de Nomenclatura Zoológica e os jornais que fizeram uso do nome foram descritos como praticando "roubo intelectual".
Um artigo publicado mais tarde em 2007 no blog de ciências Tetrapod Zoology trouxe esses eventos à atenção de uma ampla gama de leitores, e a controvérsia foi apelidada de "Aetogate". Isso provocou um debate contínuo sobre essas questões entre os paleontólogos de vertebrados, o que acabou levando a uma investigação da Sociedade de Paleontologia de Vertebrados sobre essas questões e uma resposta dada em meados de 2008 sobre a conduta antiética dos autores que descreveram o Rioarribasuchus.